# 菊頭蝠冠狀病毒HKU2
菊頭蝠冠狀病毒HKU2（學名：Rhinolophus bat coronavirus HKU2、Bat-CoV HKU2）是甲型冠狀病毒屬的一種病毒，於2006年由香港大學的研究團隊發表，在中華菊頭蝠的消化道組織中發現，帶有此病毒的菊頭蝠皆健康而未出現感染症狀。
2018年，武漢病毒研究所的研究團隊發表了一種能造成豬痢疾的病毒猪急性腹泻综合征冠状病毒（SADS-CoV），其基因組序列與此病毒序列的相似度高達95%。

## 病毒學
此病毒的基因組已被定序，長約27100nt，其刺突蛋白（S protein）的序列與其他冠狀病毒的差異很大，僅由1128個胺基酸組成，與其他冠狀病毒相比缺乏了N端的一段序列，是冠狀病毒中刺突蛋白的序列最短者，且該蛋白的C端具有與乙型冠狀病毒屬病毒（蝙蝠SARS病毒）相似的序列。